# Рославка (Омская область)
Рославка — деревня в Исилькульском районе Омской области. Входит в состав Лесного сельского поселения.

## История
Основана в 1895 г. В 1928 г. посёлок Рославка состоял из 99 хозяйств, основное население — русские. Центр Рославского сельсовета Исилькульского района Омского округа Сибирского края.

## Население
| 1926 | 2002 | 2010 | 2015 |
| ---- | ---- | ---- | ---- |
| 529  | ↘363 | ↘283 | ↘277 |